# Mukden-Zwischenfall

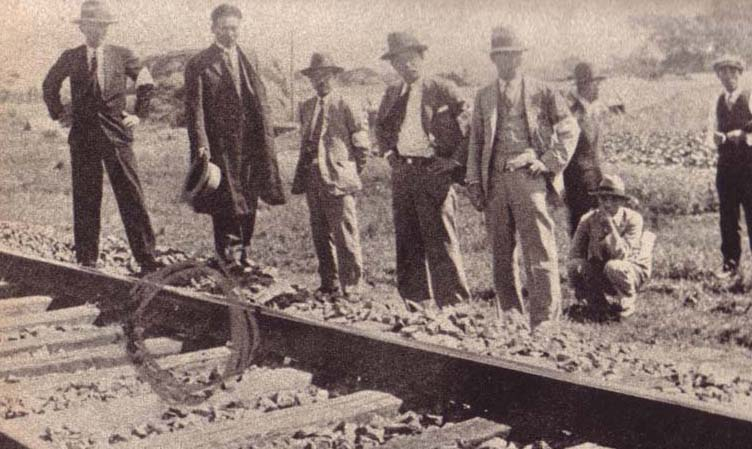
Japanische Experten inspizieren den Ort des Sprengstoffanschlages auf die Südmandschurische Eisenbahn

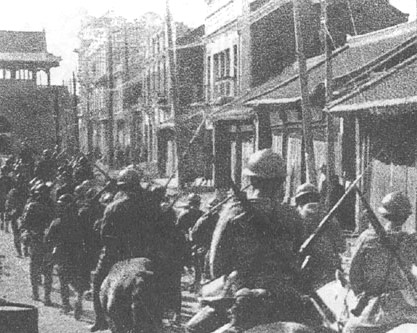
Einmarsch japanischer Truppen in Mukden (heute Shenyang)

Der Mukden-Zwischenfall war ein Sprengstoffanschlag japanischer Offiziere am 18. September 1931 in der Mandschurei. Er gilt als Auftakt der Mandschurei-Krise zwischen Japan und China.
Die japanische Bezeichnung ist „Mandschurei-Zwischenfall“ (満州事変, dt. Manshū-jihen) und die chinesische „18.-September-Zwischenfall“ (chinesisch 九一八事變 / 九一八事变, Pinyin Jiǔyībā Shìbiàn). Beide Begriffe beziehen sich aber auch auf die Mandschurei-Krise insgesamt. Das singuläre Ereignis am 18. September wird nach dem naheliegenden See als „Liutiaohu-Zwischenfall“ (chinesisch 柳條湖事變 / 柳条湖事变, Pinyin Liǔtiáohu Shìbiàn, japanisch 柳条湖事件, Ryūjōko-jiken, jiken bezeichnet ein Ereignis kleinerer Größenordnung als jihen) bezeichnet.

## Hintergrund
Japan interessierte sich, nachdem es im Ersten Japanisch-Chinesischen Krieg (1894/95) Korea als Einflussbereich gewonnen hatte, für die an Rohstoffen reiche Mandschurei. Diese wurde jedoch bis zum Jahr 1900 vom Russischen Reich besetzt. Infolgedessen kam es zu immer größeren Spannungen zwischen Russland und Japan, die, nachdem 1903 der japanische Botschafter einen Rückzug der russischen Truppen aus der Mandschurei und die Anerkennung der japanischen Interessen in Korea gefordert hatte, 1904 in den Russisch-Japanischen Krieg mündeten. Japan konnte den Krieg 1905 für sich entscheiden und Russland musste sich aus der Mandschurei zurückziehen, die wieder an China zurückgegeben wurde.
Japan sicherte sich jedoch großen Einfluss und baute die Südmandschurische Eisenbahn, mit der es Rohstoffe aus der Mandschurei nach Korea brachte und von dort nach Japan verschiffte. Zum Schutz der Bahnlinie wurde von Japan die Kwantung-Armee in der Mandschurei stationiert.
Schon am 4. Juni 1928 verübten expansionistische japanische Offiziere ein Sprengstoffattentat auf den chinesischen Machthaber in der Mandschurei, Marschall Zhang Zuolin, der dabei getötet wurde. Die Offiziere hatten gehofft, dass in der Mandschurei Chaos ausbräche, was dann ein Eingreifen Japans in der Mandschurei rechtfertigen sollte. Die Lage blieb jedoch ruhig, der Nachfolger Zhang Zuolins, Zhang Xueliang, erhielt japanische Unterstützung, so lange er die faktische Autonomie der Mandschurei gegen den Einfluss der Kuomintang verteidigte. Am 29. Dezember 1928 erklärte der Führer der Mandschurei seine Loyalität gegenüber der nationalchinesischen Kuomintang-Regierung.
Die Chinesen versuchten, durch offene Konkurrenz den wirtschaftlichen und politischen Einfluss Japans in der Mandschurei zu bekämpfen. So wurden zum Beispiel Eisenbahnlinien gebaut, die parallel zu japanischen verliefen. Im Frühherbst 1931 verschärften sich die Spannungen zwischen Japan und China nach der Ermordung eines japanischen Spions und Zusammenstößen zwischen Chinesen und Koreanern, die nach der Annexion Koreas durch Japan japanische Staatsbürger waren. Außerdem waren viele Japaner davon überzeugt,  eine weitere Expansion sei ein Ausweg aus der wirtschaftlichen Krise Ende der 1920er-, Anfang der 1930er-Jahre.

## Verlauf
Am 18. September 1931 um 22 Uhr verübten zwei Offiziere der Kwantung-Armee (einer davon war vermutlich der Spion und spätere Kommandeur der 14. Division, Doihara Kenji) bei der Stadt Mukden (Shenyang) einen Sprengstoffanschlag auf die Südmandschurische Eisenbahn. Der Explosion folgte ein Feuergefecht zwischen Japanern und Chinesen.
Für den Anschlag wurden die Chinesen verantwortlich gemacht, und er diente als Vorwand für die weitere Entsendung japanischer Truppen in die Mandschurei. Ohne den Befehl dazu aus Tokio erhalten zu haben, griffen die japanischen Truppen die chinesische Garnison in Mukden an und eroberten die Stadt.

## Folgen und Bewertung
Infolge des Mukden-Zwischenfalls wurde die Mandschurei von japanischen Truppen besetzt und im März 1932 der japanische Satellitenstaat Mandschukuo gegründet. Im japanischen Parlament wurde das Vorgehen kritisch betrachtet, da aber einige Kritiker ermordet oder ihre Stimmen unterdrückt wurden, kam es zu keinem parlamentarischen Eingreifen.
Auf eine Anregung Japans hin wurde die Lytton-Kommission (so benannt nach ihrem Vorsitzenden, Victor Bulwer-Lytton, 2. Earl of Lytton) vom Völkerbund eingesetzt, um den Zwischenfall zu untersuchen. Sie sollte in der Mandschurei volle Bewegungsfreiheit besitzen, war jedoch nicht weisungsbefugt gegenüber den japanischen und chinesischen Truppen in dieser Region.
Der Mukden-Zwischenfall bildete den Auftakt zur militärischen Expansion Japans, die zum Ausbruch des Zweiten Japanisch-Chinesischen Krieges und somit des Zweiten Weltkrieges in Asien führte.
Im Yasukuni-Schrein werden auch heute noch die chinesischen Truppen als Täter angegeben.

## Rezeption
Hergé greift diesen Zwischenfall im Tim-und-Struppi-Comic Der Blaue Lotos auf. In diesem vom 9. August 1934 bis zum 17. Oktober 1935 in der belgischen Zeitschrift Le Petit Vingtième erschienenen Abenteuer sprengen japanische Agenten ein Bahngleis und schieben die Schuld auf „chinesische Banditen“. Japan marschiert daraufhin in der Mandschurei ein, „um das chinesische Volk zu schützen“.
Der Blaue Lotos enthält eine deutlich anti-imperialistische Botschaft und stand damit im Gegensatz zur vorherrschenden Meinung im Westen. Er erntete daher bei seinem Erscheinen von verschiedener Seite scharfe Kritik und bewirkte Proteste japanischer Diplomaten beim belgischen Außenministerium.
Auf Grund der im Blauen Lotos bezogenen Stellung zugunsten des chinesischen Volkes wurde Hergé 1939 von Song Meiling, der Frau Chiang Kai-sheks, in die Republik China eingeladen. Die Reise konnte allerdings wegen des bevorstehenden Krieges nicht durchgeführt werden.